# Balls to the Wall
Balls to the Wall – piąty album studyjny niemieckiego zespołu heavymetalowego Accept wydany 5 grudnia 1983 roku.

## Lista utworów[1]
1. „Balls to the Wall” – 5:45
2. „London Leatherboys” – 3:57
3. „Fight It Back” – 3:30
4. „Head Over Heels” – 4:19
5. „Losing More Than You’ve Ever Had” – 5:04
6. „Love Child” – 3:35
7. „Turn Me On” – 5:12
8. „Losers and Winners” – 4:19
9. „Guardian of the Night” – 4:25
10. „Winter Dreams” – 4:45

## Twórcy[1]
- Udo Dirkschneider – wokal
- Wolf Hoffmann – gitara
- Herman Frank – gitara
- Peter Baltes – gitara basowa
- Stefan Kaufmann – perkusja